# Widget (televisieserie)
Widget (ook bekend als Widget the World Watcher) is een Amerikaans-Zuid-Koreaanse animatieserie van 65 afleveringen. De serie werd in Nederland uitgezonden door de TROS van 4 oktober 1993 tot 27 maart 1995. Het Koreaanse Sei Young Animation verzorgde de animatie en het Amerikaanse Zodiac Entertainment produceerde de serie.

## Plot
Het verhaal volgt het paarse ruimtewezen Widget, dat de wereld probeert te beschermen tegen gevaren op aarde en vanuit de ruimte, zoals stropers en ruimtewezens. Widget wordt geholpen door Mega-Brein, een zwevend hoofd met handen dat opgeroepen kan worden via zijn horloge. Widget zelf kan naar allerlei vormen transformeren, zoals dieren en voorwerpen, en zich verplaatsen over de aarde met zijn ruimteschip Kosmobiel. Andere terugkerende personage zijn de mensen Brian, Kevin, Kristine en het kwaadaardige ruimtewezen Mega-Nar.